# Orchon
För andra betydelser, se Orchon (olika betydelser).
Orchon ['ɔrxəŋ] (även Orkhon, Orhon; på mongoliska Орхон) är en drygt 1100 kilometer lång flod i norra Mongoliet. Den är en biflod till Selenga (som rinner ut i Bajkalsjön). Floden har gett namn till den mongoliska provinsen Orchon samt även åt de turkiska runstenar belägna nära floden (se Orchoninskrifterna).
Orchons floddal är en strategiskt belägen region som olika nomadiska folk använt för att grunda kungadömen inleda invasioner av det egentliga Kina. Det var här Ögödei förlade sin huvudstad Karakorum 1235, varifrån invasionen av Kina senare inleddes. Ruiner efter en rad andra nomadiska städer har funnits i området.
- Wikimedia Commons har media som rör Orchon.